# エイリアンソルジャー
『エイリアンソルジャー』 (ALIEN SOLDIER) は、1995年2月24日に日本のセガから発売されたメガドライブ用アクションシューティングゲーム。
主人公のフォウ・ミサキを操作し、秘密結社スカーレットの首領であるXiタイガーによって殺害された親友の復讐を果たす事を目的としている。ボス戦をメインとしたステージ構成や奇抜なデザインの登場キャラクターなどを特徴としている。
開発はトレジャーが行い、プロデューサーおよびメイン・プログラムはメガドライブ用ソフト『ガンスターヒーローズ』（1993年）を手掛けた菅波秀幸、音楽は『ガンスターヒーローズ』を手掛けた半沢紀雄、キャラクター・デザインはメガドライブ用ソフト『ライトクルセイダー』（1995年）を手掛けた進藤要が担当している。
21世紀以降より、様々な他機種への移植版が不定期にリリースされている（詳細は本項の#他機種版を参照）。

## 概要
横スクロール型のアクションゲームである。主人公「イプシロン2」を操作し、様々な武器と特殊能力を駆使して全25ステージを進む。ステージ数の多さは大型ボスとの連続対戦を主眼としているためで、その分ボスまでの道中は一般的なアクションゲームに比べ短めである。アクションシューティングである点などにトレジャーの初期作『ガンスターヒーローズ』との共通点が見られるが、ポップなノリの『ガンスター～』とは逆のダークかつハードな世界観を有するSF的なバック・ストーリーが構築されている。キャラクターデザインも人間と動物を混ぜたキメラのような有機的なデザインや機械兵器が多くを占めており、キャラの細かい描き込みは嫌悪感を持たせる目的として表現されている。
タイトル画面にはメガドライブ発売時のCMで使用されたキャッチフレーズと併せて「FOR MEGADRIVERS CUSTOM」とタイトルロゴに添えられている。このメッセージは、多関節を持ち、スプライトによって滑らかに動くボスキャラクターに代表される、MC68000の性能を限界まで生かしたビジュアル面を強調すると同時に、メガドライブ所持層・特に愛好家に多かったヘビーユーザーを意識した非常に高い難易度を持ったゲームとしての意味合いをも持っている。
発売当時の『ファミコン通信』でのクロスレビューは4人全員が6点の24点であり、その内容は「難易度が高い」というもので一致していた。セガサターンが既に発売された頃のメガドライブ最末期に発売された作品のためか、メガドライブ版の出荷本数は少なく中古市場ではプレミア価格で取引されることが多い。

## ゲーム内容
8方向レバーでの移動・しゃがみ、3ボタンで弾丸の発射、ジャンプ、武器の選択等を行う。また、それらの組み合わせで特殊動作が発生する。
画面上部には自分の体力と使用武器の残り残弾数、敵ボスの体力の3つが表示されており、それぞれの表示形式は数値・ゲージで表した画像・?によるマスクの3つから選択できる。ステージで短い道中を進み一定の箇所まで辿りつくと警告が発生しボスが出現、攻撃を当てて敵ボスの体力を0にすればステージクリア、逆に自分の体力が0になるとゲームオーバーである。体力はザコ敵を倒すと落とす回復アイテムで回復でき、途中体力を全回復させ、体力最大値を増やすアイテムが落ちていることもある。また、各ステージには残り時間が設定されており、これがなくなってもゲームオーバーとなる。
攻撃に使用する武器は6種類あり、プレイヤーは4つ武器を所持する。攻撃中に移動できるか否かは、ゲーム中は随時、コマンド入力で任意で変更させることができ、プレイヤーキャラのプロテクターの色によって判断ができる（銀色の場合は不可、金色の場合は可。ただし、金色の場合は武器の消費が激しい）。それぞれ撃てる量には限りがあり（武器によって異なる）、残弾数が0になった場合には発射部分の先端にしか攻撃が発生しないようになり、再利用する場合にはその武器を使用せずに置いて回復させる必要がある。同一の武器を複数選択することも可能（二つ同じ武器を所持すればその武器の使える量を増やすことができる）。この所持する4つの武器はゲーム開始時に選択することで決めるが、ゲーム途中でステージに落ちているアイテムでも交換することができる。また、このアイテムは武器を当てることで同じ武器のアイテムに変化し、その武器を使用中のときに同じ武器アイテムを獲得すると武器の残弾数が増加する。武器の交換は専用のボタンで武器交換サークルを開き、方向キーで選択した後に再度ボタンを押す必要があり、その間は身動きがとれなくなるため、アドリブによる咄嗟の変更は利かない。
攻撃手段には所持している武器以外にも「カウンターフォース」を常に使用することができる。これはかざした手を敵弾に当てることで回復アイテムに変えたり弾き返すことができる、防御用に使える攻撃手段である。
ジャンプボタンはキャラクターをジャンプさせる他にも、ジャンプ中にジャンプボタンを押すことで空中に静止するホバリング、ホバリング中にもう一度ジャンプボタンを押すとさらにジャンプする二段ジャンプが可能。十字キーを下に押しながらジャンプボタンを押すことで、全身無敵状態で前方に高速移動する時空操作「0移動（ゼロテレポート）」を使える。これは空中でも使用可能。移動距離・動作時間は固定で、制御することはできない。大型のボスが多いこのゲームでは、基本的な回避テクニックとなる。
また、体力が満タンの状態で0移動すると攻撃判定を伴う0移動爆装となる。これはボスを一撃または一瞬で倒せるほど非常に威力が高く、通常の0移動と並んで攻略上欠かすことのできない技である。0移動爆装を使用するとHPが微量ながら減少するため、連続して繰り出すことはできない。
ゲームとしては覚えゲーの色合いが強く、ステージの構成・ボスの攻撃方法を覚えた上で、弾数制限のある武器をどこでどれを使うか、どのタイミングで0移動・爆装を使用するかなどの緻密な攻略パターンなどを製作・計画した上で攻略を進める必要がある。より高度な攻略パターンを構築し、それを履行しきった場合、ゲームクリアまでに要す時間は20分にも満たないものとなる。ゲーム終了時には各面で要した時間や総合プレイ時間などがスコア・敵の破壊数などと併せて表示され、タイムアタックによる「やり込み」プレイを志向するプレイヤーへの向上意欲を盛り立てる要素もある（「合法的に」そういったプレイが見られる数少ない手段として、後述するPS2版では超上級プレイヤーのタイムアタックプレイが視聴出来るようになっている）。
難易度はオプション画面で「SUPERHARD」と「SUPEREASY」から選択することができる。「SUPERHARD」がデフォルトの難易度であり、コンティニューは3回まで。「SUPEREASY」は難易度が若干下げられている上、コンティニューが無限に可能であり、さらにゲームオーバーになった際にはパスワードが表示され、中断してもパスワード入力で継続プレイができる（後の他機種移植版では、多少の補助機能が更に追加実装されている）配慮がされているが、それでも難しいことに変わりはない。

## 設定

### ストーリー
舞台は様々な動物の姿を模した亜人類が活躍する未来の地球（亜地球）。秘密結社スカーレットと戦う亜人類は、その首領イプシロン・イーグルを亜空間に追放することに成功するが、イプシロンは人格を2つに分裂させて人間に寄生することで亜地球への帰還を図る。そのうちの無垢の意志を持つ人格「イプシロン2」を宿したのが主人公の少年フォウ・ミサキであった。
フォウの中にイプシロンが存在することを知ったスカーレットの新首領Xi（サイ）タイガーはフォウの親友である七瀬楓を拉致するが、誤って彼女を殺害してしまう。復讐に燃えるフォウはイプシロンの能力を解き放ち、鋼鉄の翼とワシの頭を持つ亜人となって戦いに身を投じる。

### その他
- ゲーム中に登場するボスであるセブンフォース楓が5形態しかない、敵のリーダー格で主人公のライバル設定のイプシロン1の変身シーンが無いなど開発中途の未完成と思しき要素が多い。
- ゲーム中では文章によってプロローグ以外のストーリーが語られることがなく、どのような展開なのか判然としない。ストーリーのデモ部分は製作期間が足りないためにカットしたとのことで、また製作者自ら解釈の手助けとして自ら構想する裏設定を公開している。設定としては「地球→火星→月」の順で進んでいるとのこと。

## 他機種版
| No. | タイトル                                                                   | 発売日                                           | 対応機種                                           | 開発元          | 発売元                    | メディア | 型式                                                                           | 備考 |  |
| --- | -------------------------------------------------------------------------- | ------------------------------------------------ | -------------------------------------------------- | --------------- | ------------------------- | --- | ------------------------------------------------------------------------------ | --- |  |
| 1   | SEGA AGES 2500 シリーズ Vol.25 ガンスターヒーローズ 〜トレジャーボックス〜 | 2006年2月23日                                    | PlayStation 2                                      | エムツー        | セガ                      | CD-ROM | SLPM-62712                                                                     | |  |
| 2   | エイリアンソルジャー                                                       | 2007年10月9日 2007年11月2日 2007年11月5日        | Wii                                                | トレジャー      | セガ                      | ダウンロード (バーチャルコンソール)                                                                                      | MBTJ MBTP MBTE                                                                 | 2019年1月31日配信・発売終了                                                                                                 |  |
| 3   | SEGA AGES 2500 シリーズ Vol.25 ガンスターヒーローズ ～トレジャーボックス～ | 2012年9月19日                                    | PlayStation 3                                      | エムツー        | セガ                      | ダウンロード (PlayStation 2アーカイブス)                                                                                 | NPJD-00012                                                                     | |  |
| 4   | Alien Soldier                                                              | INT 2011年1月26日                                | Windows                                            | トレジャー      | セガ                      | ダウンロード (Steam) | -                                                                              | |  |
| 5   | Sega Genesis Classics                                                      | 2018年5月29日 Switch 2018年12月7日 2018年12月6日 | Linux macOS PlayStation 4 Xbox One Nintendo Switch | d3t セガ        | セガ                      | ダウンロード (Steam、PlayStation Store、 Microsoft Store、 ニンテンドーeショップ) BD-ROM Nintendo Switch専用ゲームカード | PS4: CUSA-10828 CUSA-09771 XBO: INL-SE10663080 Switch: HAC-P-AQGKB HAC-P-AQGKA | - |  |
| 6   | 異形戰士                                                                   | 東アジア圏 2019年9月19日                         | メガドライブ ミニ                                  | エムツー        | セガゲームス (当時の社名) | プリインストール | -                                                                              | あらかじめ本体にインストールされた42作品の1つとして収録 北米・ユーロ版には未収録 日本では「アジアエディション」にのみ収録。 |  |
| 7   | セガ メガドライブ for Nintendo Switch Online                               | 2022年3月17日                                    | Nintendo Switch                                    | 任天堂 エムツー | 任天堂                    | ダウンロード | -                                                                              | |  |
| 8   | エイリアンソルジャー                                                       | INT 2022年10月27日                               | メガドライブ ミニ2 SEGA Genesis Mini 2             | エムツー        | セガ                      | プリインストール | HAA-2524 MK-16310                                                              | あらかじめ本体にインストールされた50+α作品の1つとして収録                                                                   |  |

主な移植版の特徴
PlayStation 2版
- トレジャー社がMD・GGで発売した数作品（本作・『ガンスターヒーローズ』・『ダイナマイトヘッディー』）を収録したオムニバスソフト『SEGA AGES 2500 シリーズ Vol.25 ガンスターヒーローズ 〜トレジャーボックス〜』に収録。
- 本作に関してはユーロ圏でのみ発売された海外版、リプレイ機能、ギャラリーモード、開発者のコメント、スーパープレイ（達人レベルのプレイヤーによる難易度スーパーハードでオールゲームクリアまでのプレイを再現できる）データなど数多くのモードや資料が収録されているほか、拡張オプションとしてステージセレクトが可能になる（これを有効にするとリプレイセーブは不可となる）。
- このほかオプションとしてスプライトのチラつきの有り無し（オリジナルに忠実なのは「有り」、見やすくなるのは「無し」）を実装。また、当時販売されていた周辺機器「復刻版セガサターンコントロールパッド for“PlayStation 2”」にも対応している。
- 2012年9月19日よりPlayStation 2アーカイブスにて配信開始。これによりPS2下位互換機能に対応していないタイプのPS3でも、この配信版に限ってプレイできるようになった。

メガドライブ ミニ（MDミニ）/メガドイブ ミニ2（MDミニ2）版
セガ自らが手掛けリリースされる復刻系ゲーム機にあらかじめインストールされるソフト群の一つとして収録される。
MDミニでは上記の通り、当初は日本を除く東アジア圏でリリースされた版にのみ収録された（東アジア圏では初めて正式にリリースされたことになる）。その後、ユーザーから東アジア圏版を日本でも購入したいという声を汲み、「アジアエディション」という名称で限定発売された（これに関しては#関連項目も参照されたい）。
MDミニがリリースされてから約3年後にリリースされるMDミニ2には、日本を含め全世界共通の収録作品としてプリインストールされている。
MDミニシリーズにはステートセーブ（いわゆる「どこでもセーブ」）機能が搭載されており、実機よりもトライアンドエラープレイがし易くなっている。
セガ メガドライブ for Nintendo Switch Online版
Wii同様、任天堂ハードへの移植版だが買い切りでは無く、「Nintendo Switch Online」サービスの有料追加コンテンツ（パック）の1つとして提供される（詳細は当該項目を参照）。
MDミニシリーズ同様のステートセーブに加え、ゲーム内の時間を数秒巻き戻せる「リワインド」機能が実装されている。
メガドライブ用コントロールパッド「ファイティングパッド6B」をコードレス化してSwitchに対応させた「セガ メガドライブ ファイティングパッド 6B」が用意されている（加入者限定の有料商品）。これを購入すれば、かなり実機に近い操作感が得られる。なお、このパッドは任天堂が制作・販売している。

## スタッフ
- プロデューサー、メイン・プログラマー：VIVA! CHOCO MONKEY DX（菅波秀幸）
- プログラマー：ふじたけいじ、前川正人、臥竜
- サウンド・プログラマー：八井田満
- キャラクター・デザイン：進藤要
- 背景アート：H.IUCHI 8（井内洋）
- 背景デザイン：TSUNEHISA（金ヶ江恒久）
- ゲスト・デザイナー：T.SHIGA
- 音楽：半沢紀雄
- 効果音：村田智
- スーパーバイザー：前川正人

## 評価
- ゲーム誌『ファミコン通信』の「クロスレビュー」では、6・6・6・6の合計24点（満40点）、『メガドライブFAN』の読者投票による「ゲーム通信簿」での評価は以下の通りとなっており、22.2点（満30点）となっている。

| 項目 | キャラクタ | 音楽 | お買得度 | 操作性 | 熱中度 | オリジナリティ | 総合 |
| 得点 | 3.7        | 3.7  | 3.6      | 3.8    | 3.8    | 3.6            | 22.2 |
- ゲーム本『メガドライブ大全』（2004年、太田出版）では、トレジャーによる「行くところまで行った」作品であると本作を位置付けており、空中停止のホバリングや天井への張り付き、ダッシュの「時空操作0移動」や敵弾を消す「カウンターフォース」などのテクニックを駆使しないと1面から先に進めないなど高難易度である事を指摘。さらに開発期間の終了により削減された要素がある事も指摘した上で、ゲーム展開がスピーディである事や多関節の巨大キャラクターを動作させている点に関して肯定的に評価した。